# Punctelia novozelandica
Punctelia novozelandica är en lavart som beskrevs av Elix & J. Johnst. Punctelia novozelandica ingår i släktet Punctelia och familjen Parmeliaceae.   Inga underarter finns listade i Catalogue of Life.